# Marguerite (film)
Marguerite è un film del 2015 scritto e diretto da Xavier Giannoli.
Il film ha come protagonista Catherine Frot ed è liberamente ispirato alla vita di Florence Foster Jenkins. È stato presentato in concorso alla 72ª Mostra internazionale d'arte cinematografica di Venezia il 4 settembre 2015.

## Trama
Francia, 1921. Amanti della musica e della cultura si riuniscono a una grande festa a casa di Marguerite Dumont, una ricca mecenate che da sempre è appassionata di musica e canto, ma che nessuno conosce approfonditamente. La signora canta piena di buone intenzioni per i propri ospiti, non rendendosi conto di quanto sia effettivamente stonata. Il pubblico formato da amici e membri di una associazione musicale la sopporta e la usa per poter avere i suoi soldi.
Un giovane rivoluzionario e il suo amico giornalista entrano in contatto con lei e la convincono a esibirsi in pubblico. La prima esibizione viene interrotta dalla polizia in quanto ritenuta sovversiva, ma Marguerite ha intenzione di riprovarci e prende lezioni di canto da un tenore italiano, che ha un disperato bisogno di soldi, il quale si installa in casa sua con i suoi sodali.
Nonostante la silenziosa opposizione del marito, che preferisce stare con la sua amante piuttosto che con la moglie, arriva il giorno dell'esibizione, che però si interrompe bruscamente: Marguerite ha sforzato troppo le sue corde vocali e viene ricoverata d'urgenza.
Durante la convalescenza la donna parla al medico del suo passato di grande artista internazionale, un passato che esiste solo nella sua mente, e lui decide di incidere una sua esibizione per aiutarla a comprendere la realtà. Il marito, inizialmente favorevole, all'ultimo momento cambia idea, ma arriva troppo tardi: riascoltando la sua voce, Marguerite, sconvolta e consapevole di essere stata presa in giro da tutti, viene colta da un infarto che la porta alla morte.

## Promozione
Il primo trailer in italiano del film è stato diffuso sul sito de la Repubblica il 15 agosto 2015.

## Riconoscimenti
- 2015 - Mostra internazionale d'arte cinematografica di Venezia
  - In concorso per il Leone d'oro
- 2016 - Premi César
  - Migliore attrice a Catherine Frot
  - Migliore scenografia a Martin Kurel
  - Migliori costumi a Pierre-Jean Larroque
  - Miglior sonoro a François Musy e Gabriel Hafner
  - Candidatura per il miglior film
  - Candidatura per il miglior regista a Xavier Giannoli
  - Candidatura per il miglior attore non protagonista a Michel Fau
  - Candidatura per il miglior attore non protagonista a André Marcon
  - Candidatura per la migliore sceneggiatura originale a Xavier Giannoli
  - Candidatura per la migliore fotografia a Glynn Speeckaert
  - Candidatura per il miglior montaggio a Cyril Nakache